# Hyparrhenia finitima
Hyparrhenia finitima là một loài thực vật có hoa trong họ Hòa thảo. Loài này được (Hochst.) Andersson ex Stapf mô tả khoa học đầu tiên năm 1918.